# Halicardia flexuosa
Halicardia flexuosa is een tweekleppigensoort uit de familie van de Verticordiidae. De wetenschappelijke naam van de soort is voor het eerst geldig gepubliceerd in 1881 door Verrill & Smith in Verrill.